# Borgward Hansa 2400
O Borgward Hansa 2400 foi um sedã apresentado em 1951 e fabricado pela montadora Carl F. W. Borgward GmbH, sediada em Bremen, de 1952 a 1959. O carro foi lançado como um sedã fastback de quatro portas; uma versão notchback com maior distância entre eixos apareceu um ano depois. O Hansa 2400 sofreu com problemas iniciais, incluindo freios inadequados e problemas com a transmissão automática que a Borgward desenvolveu para ele. Em um mercado pequeno e muito disputado, os grandes Borgwards perderam para modelos menos extravagantes do sul da Alemanha.

## Cronologia e design

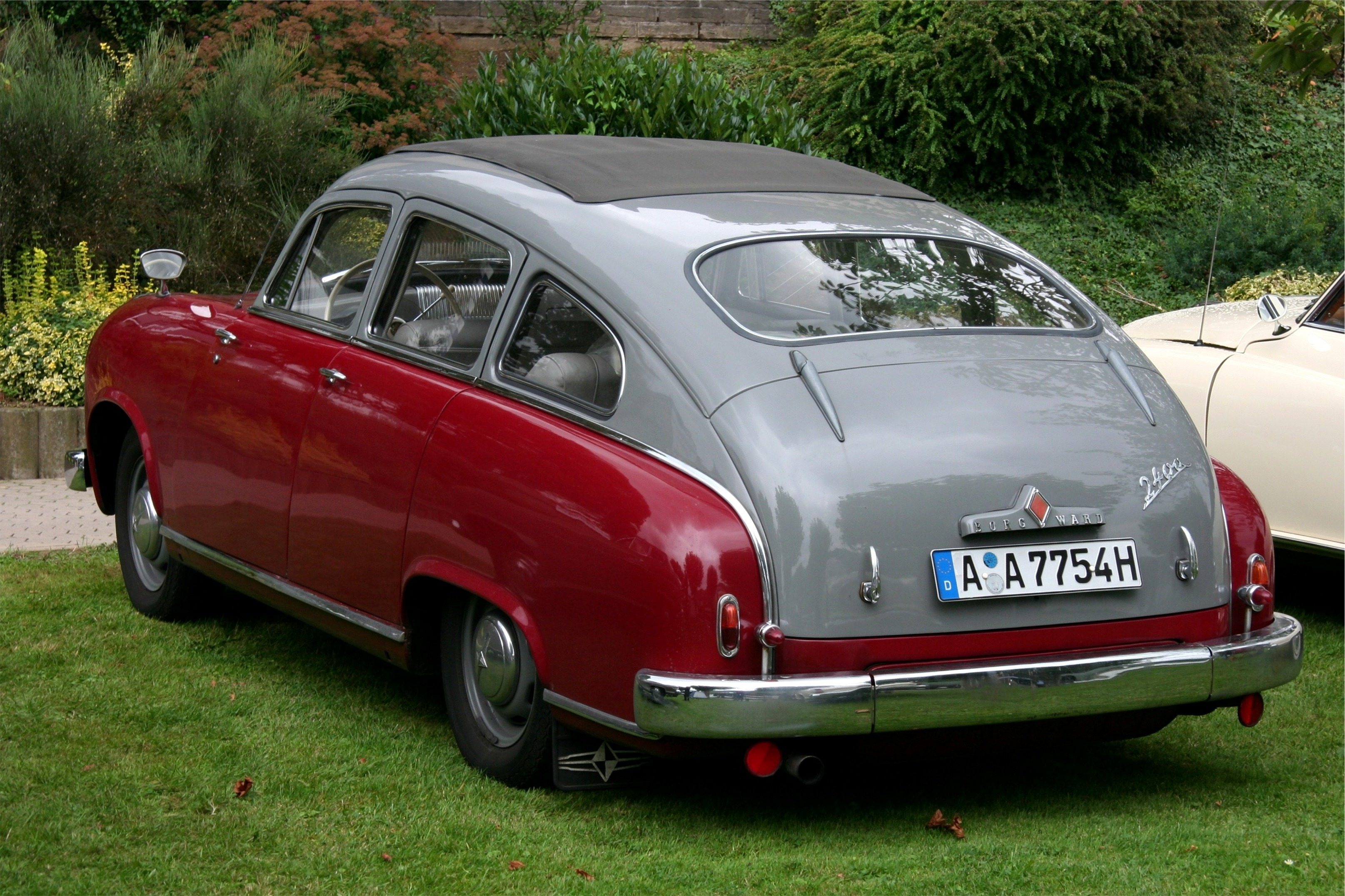
Vista traseira do fastback

O Hansa 2400 começou a ser produzido em 1952 como um grande sedã fastback, seu perfil lembrando o recém-lançado Hudson Super Wasp. Excepcionalmente nessa época, todas as quatro portas eram articuladas atrás (portas suicidas) para presumivelmente facilitar o acesso e a saída. A carroceria era uma estrutura integral toda de aço, semelhante à do irmão de quatro cilindros do carro, o Borgward Hansa 1500.
O material de vendas enfatizava os recursos de luxo do carro, como um sistema de aquecimento e ventilação que conduzia o ar diretamente para os passageiros traseiros e também para os dianteiros, com cada sistema e lado ajustáveis separadamente. Detalhes de luxo, como o acendedor de cigarros, limpadores de para-brisa com estacionamento automático e janelas laterais abaixando completamente nas portas, mal mereciam menção. O pneu sobressalente era guardado em um compartimento sob o porta-malas, acessível por uma escotilha atrás de uma seção do para-choque traseiro para que uma troca de roda pudesse ser realizada sem a necessidade de esvaziar a bagagem.

## Nova forma
Um ano depois, uma versão limusine notchback com distância entre eixos mais longa apareceu. As opções incluíam uma divisória para permitir que o carro fosse usado para operações tradicionais de motorista.
Em 1955, a produção do sedã fastback cessou. O carro com distância entre eixos longa passou por uma pequena reforma envolvendo contornos proeminentes dos faróis. Foi produzido até 1959.

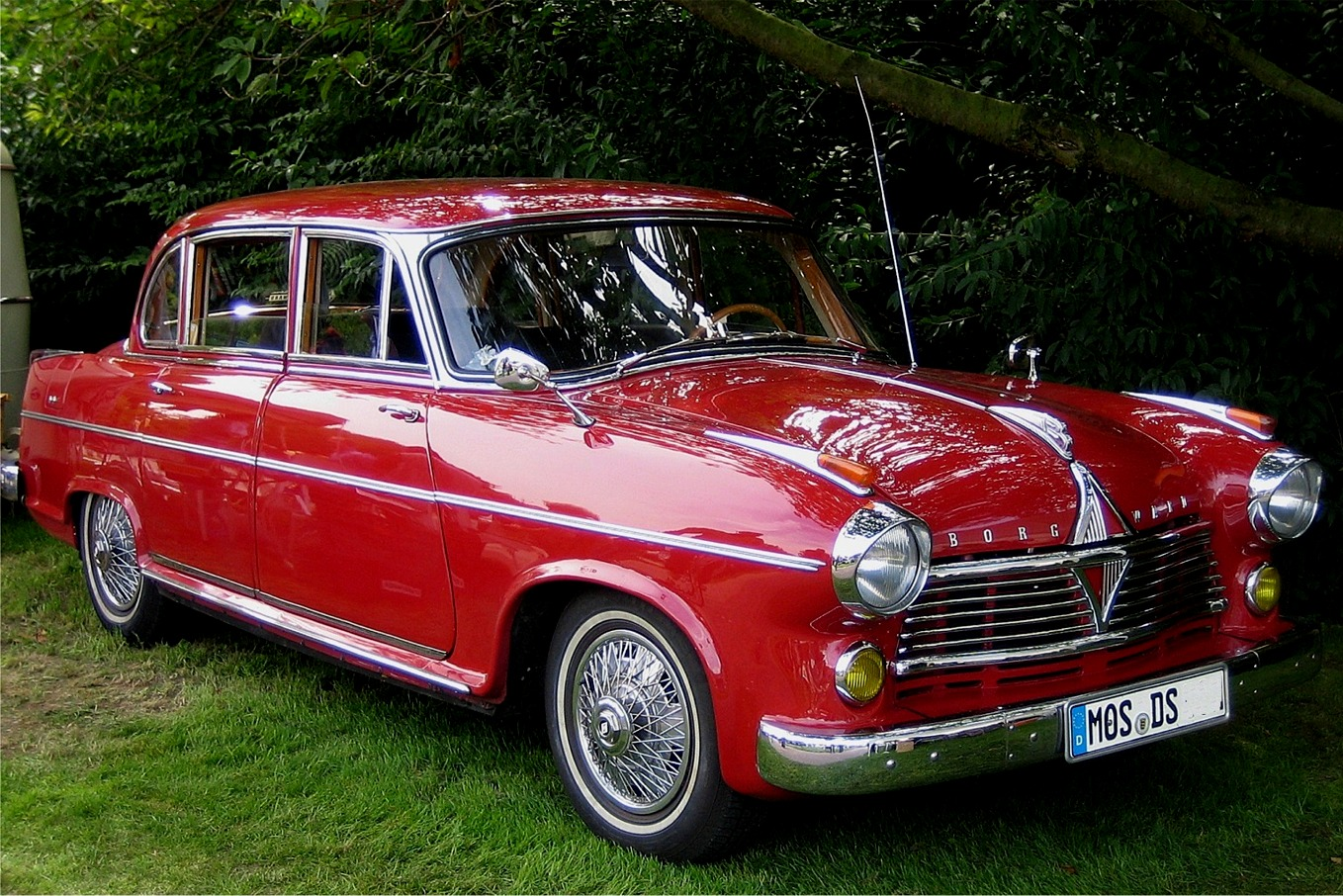
Batizado como Hansa 2400 Pullman Limousine, o notchback chegou um ano depois do sedã fastback: sua distância entre eixos foi aumentada em 200 mm.

## Potência

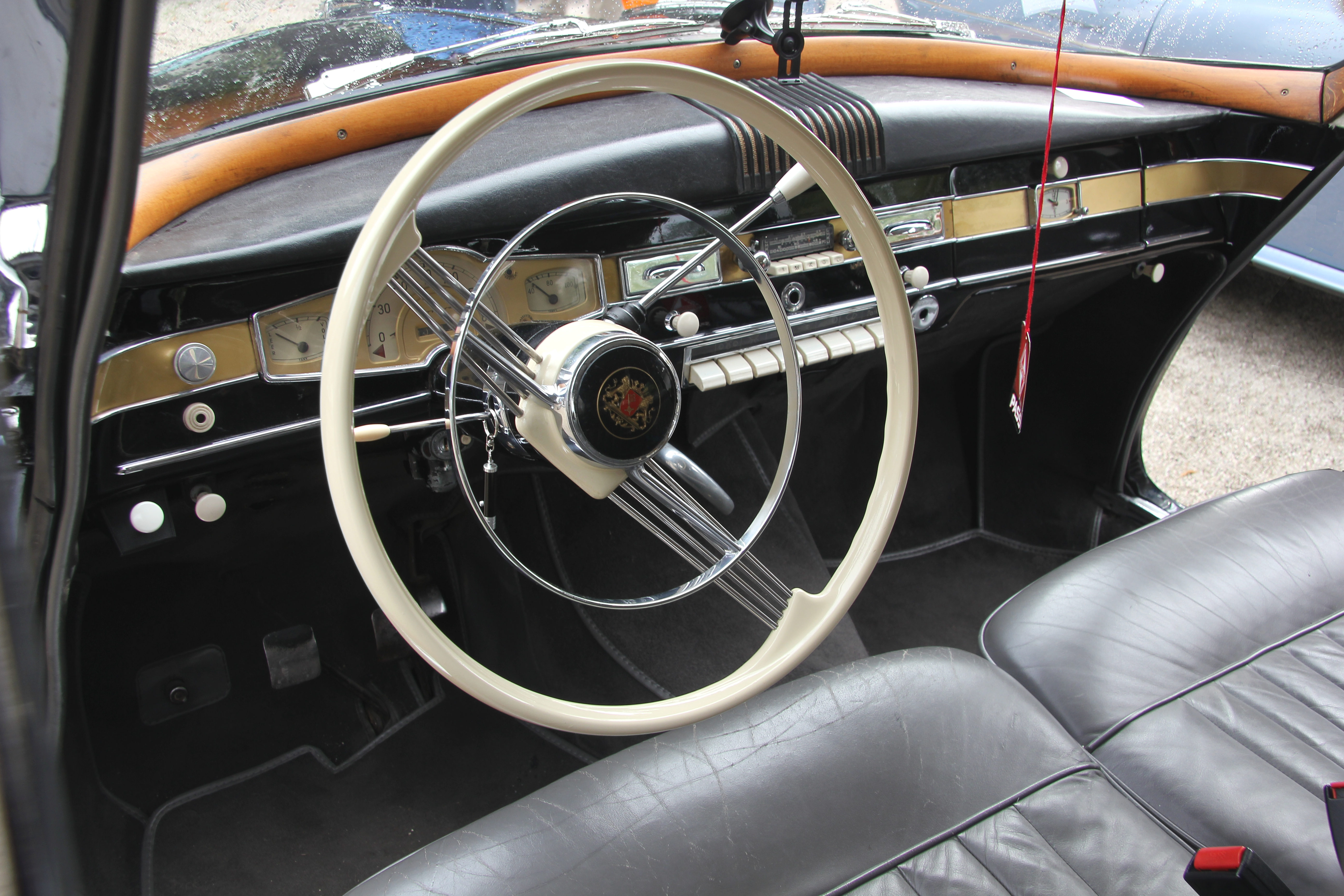
Interior

Segundo rumores, o veículo foi projetado para o anêmico motor de quatro cilindros de 1758 cc. Esse motor foi usado em uma versão melhorada do Hansa 1500. No evento promocional, o carro maior foi lançado com um motor de seis cilindros de 2337 cc com uma potência declarada de 82 bhp (61 kW; 83 PS) e uma velocidade máxima de 150 km/h. O pacote de melhorias de 1955 incluiu modificações no motor aumentando a potência anunciada para 100 bhp (75 kW; 100 PS).
A potência era entregue às rodas traseiras por meio de uma caixa de câmbio manual de quatro marchas com sincronizadores em todas as relações. Uma opção de troca automática de marchas também foi anunciada, tornando o carro, de acordo com algumas fontes, o primeiro carro alemão a ser oferecido com transmissão automática.